# Zákon o ochraně přírody a krajiny
Zákon o ochraně přírody a krajiny je v České republice i ve Slovenské republice název zákona, který určuje státní politiku a formu ochrany přírody. 

## Historie právní úpravy
Doklady ochrany přírody jsou již z dob středověku i novověkého feudalismu, například z let 1234 a 1250 jsou doklady o ochraně zubrů evropských v Badinském pralese u Banské Bystrice. Jako první české i evropské chráněné území bývá uváděn Žofínský prales, který, stejně jako Hojnou vodu, vyhlásili na svém panství roku 1838 Buquoyové. Roku 1858 vyhlásili Schwarzenbergové Boubínský prales. Koncem 19. století byla vyhlášena první chráněná území na Slovensku, například Kvetnica v roce 1876, Ponická dúbrava v roce 1895, Szabóovy skály v roce 1907 a Dobročský prales a Badínský prales v roce 1913. 
Prvním speciálním zákonem o ochraně přírody byl na Slovensku zákon Slovenské národní rady č. 1/1955 Zb. SNR, o štátnej ochrane prírody, který byl novelizován zákony SNR č. 72/1969 Zb., 100/1977 Zb., 72/1986 Zb. a 128/1991 Zb. Pro české kraje Československa poté přijalo československé Národní shromáždění československý zákon č. 40/1956 Sb., o státní ochraně přírody, který byl po federalizaci státu novelizován zákony České národní rady č. 146/1971 Sb., 137/1982 Sb., č. 96/1977 Sb. č. 65/1986 Sb. 
Tyto zákony byly prvními speciálními normami svého druhu a proto nerušily žádnou dřívější právní úpravu. Zmiňují však, že některé části přírody byly do té doby chráněny na základě dohody státu s vlastníkem či uživatelem území, a na tato území přešla ochrana podle nového zákona. Tyto zákony zavedly formální rozlišení typů chráněných území a umožnily vyhlašovat velkoplošná chráněná území jako národní parky a chráněné krajinné oblasti. 
V České republice přijala Česká národní rada nový Zákon o ochraně přírody a krajiny ještě v době Československé federace, byl vyhlášen pod číslem 114/1992 Sb. Na Slovensku byla nová úprava přijata zákonem 287/1994 Z. z. (novely 222/1996 Z. z., 211/2000 Z. z., 416/2001 Z. z., 553/2001 Z. z., 237/2002 Z. z. a 261/2002 Z. z.) a poté znovu zákonem č. 543/2002 Z. z., o ochrane prírody a krajiny, který různé kategorie a zóny chráněných území rozdělil do pěti stupňů ochrany (přičemž do prvního stupně ochrany spadá celé území republiky v místech, kde není vyhlášen vyšší stupeň ochrany).

## Český zákon
V České republice nese tento název zákon č. 114/1992 Sb., který vyhlásila Česká národní rada 19. února 1992 a Parlament České republiky jej od té doby několikrát novelizoval.
Český zákon určuje jednak obecné zásady ochrany přírody - ochranu rostlin, živočichů, geologických prvků (jeskyní), paleontologických nálezů i ochranu krajinného rázu území. Dále definuje jednotlivé druhy zvláště chráněných území - např. národní parky, rezervace, přírodní památky. Stanovuje povinnosti fyzických a právnických osob při ochraně přírody, definuje orgány ochrany přírody a jejich pravomoci. Zvláštní část zákona je věnována i soustavě chráněných území Natura 2000.
Některá jeho ustanovení mohou kolidovat s Listinou základních práv a svobod. Zákon citelně omezuje například vlastnická práva, rozlišuje rozsah vlastnických práv na základě formy vlastnictví (právnická versus fyzická osoba) atd. Ústavní soud vyhlásil 20. července 2010 nález, jímž zamítl návrh na zrušení § 68, odst. 3 a 4 zákona č. 114/1992 Sb., nicméně potvrdil názor předkladatelů návrhu, že napadená ustanovení zákona jsou i přes možnost jejich ústavně konformního výkladu formulována příliš nekonkrétně a široce, a doporučil, aby byla změněna při některé z budoucích úprav zákona.

### Druhová ochrana
Podle tohoto zákona jsou všechny druhy chráněny před zničením. Pro zvláště chráněné druhy uvedené ve vyhlášce č. 395/1992 Sb. platí konkrétnější a přísnější ochrana. Zvláště chráněné druhy se podle přílohy této vyhlášky dělí na kriticky ohrožené, silně ohrožené a ohrožené. Tyto kategorie nemusí vždy odpovídat stupni ohrožení v aktuálním červeném seznamu.

### Územní ochrana
Zákon rozděluje zvláště chráněná území na velkoplošná a maloplošná. Velkoplošná chráněná území zahrnuje kategorie národní park a chráněná krajinná oblast a maloplošná národní přírodní rezervace, přírodní rezervace, národní přírodní památka, přírodní památka. Zákon vymezuje stupeň ochrany každé kategorie a podmínky jejich využívání. NP, CHKO, NPR a NPP vyhlašuje ministerstvo životního prostředí. PP a PR vyhlašuje krajský úřad. Na území velkoplošných ZCHÚ je péče o ZCHÚ svěřena jejich správám, mimo ně v případě NPR a NPP je vykonává Agentura ochrany přírody a krajiny a u PP a PR krajský úřad. Management a využívání ZCHÚ jsou prováděny podle plánu péče, které jsou schvalovány zpravidla na 10 let. Kromě ZCHÚ je také do územní ochrany řazen územní systém ekologické stability, významný krajinný prvek, přírodní park, přechodně chráněná plocha, dřeviny rostoucí mimo les, jeskyně a paleontologický nález.
Významným chráněným zájmem, který tento zákon vymezuje a garantuje, je i veřejná přístupnost krajiny. Zákon tak zajišťuje základní veřejnou prostupnost zejména přírodního, ale do jisté míry i zemědělsky využívaného území. Rovněž ukládá orgánům ochrany přírody povinnost evidovat stezky a pěšiny v krajině a regulovat jejich zřizování či rušení.

### Orgány ochrany přírody a krajiny
Těmito orgány jsou obecní úřad, pověřený obecní úřad, obecní úřad obce s rozšířenou působností, krajský úřad, správa národních parků a chráněných krajinných oblastí, Česká inspekce životního prostředí, Ministerstvo životního prostředí, vojenský újezd a Ministerstvo obrany. Ústředním orgánem je MŽP, které mj. vykonává vrchní dozor ve věcech životního prostředí. ČIŽP mj. dohlíží na dodržování právních předpisů a rozhodování správních orgánů ve věcech životního prostředí, je oprávněna ukládat opatření k nápravě škod vzniklých na životním prostředí.

### Vztah k jiným zákonům
Ve vztahu k zákonům o lesích, vodách, územním plánování a stavebním řádu, o ochraně nerostného bohatství, zemědělského půdního fondu, myslivosti a rybářství je tento zákon a předpisy vydané k jeho provádění zvláštními předpisy. To např. znamená, že bez souhlasu orgánu ochrany přírody nelze vydat povolení ke stavební činnosti v krajině, k větším zásahům do lesů, vod v krajině, k zásahu do zemědělského půdního fondu, k těžbě nerostů, k myslivosti a rybářství.